# Polycentropus bellus
Polycentropus bellus är en nattsländeart som beskrevs av Oliver S. Flint Jr. 1981. Polycentropus bellus ingår i släktet Polycentropus och familjen fångstnätnattsländor. Inga underarter finns listade i Catalogue of Life.